# Rigatoni

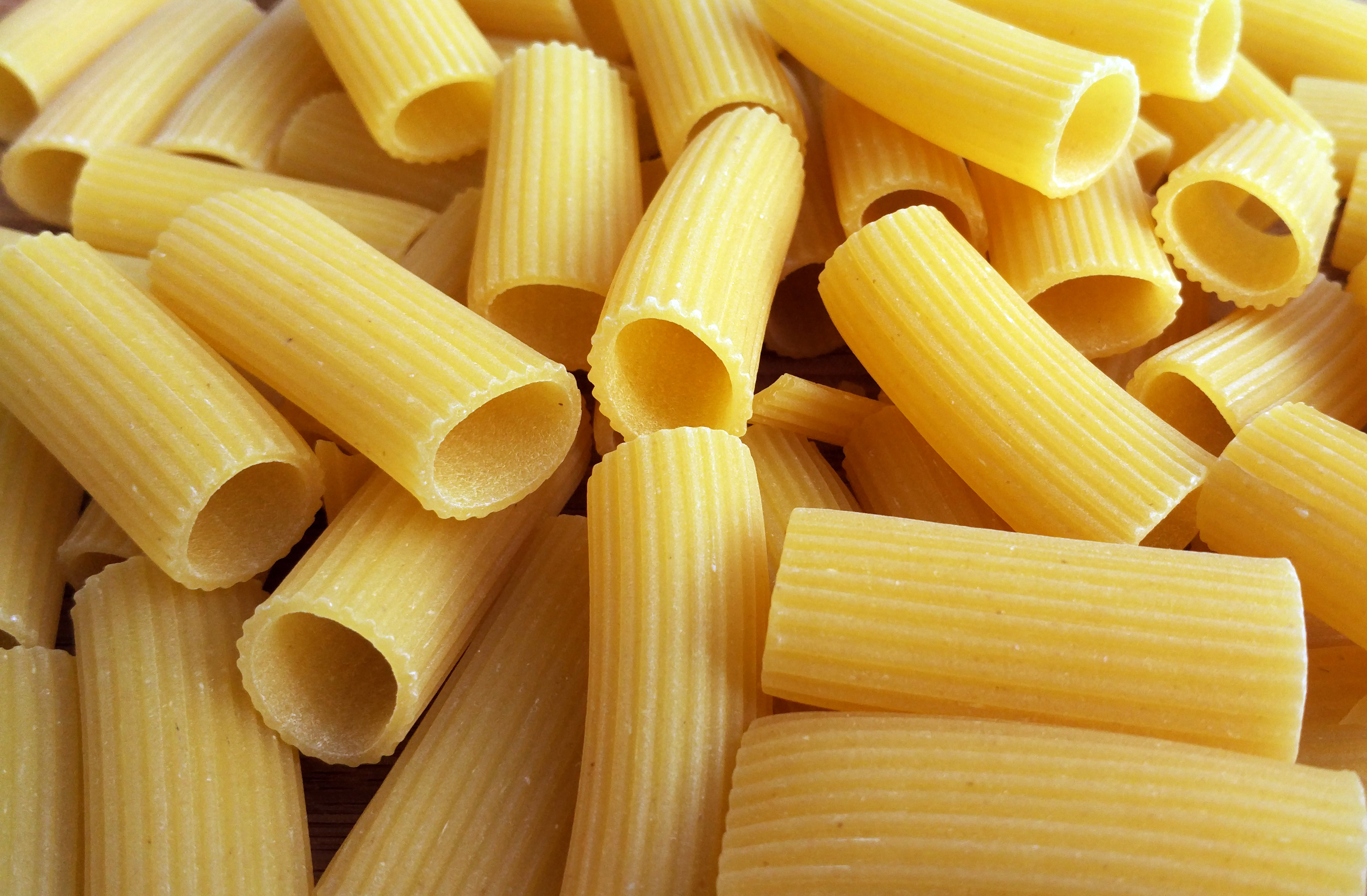
Rigatoni

Rigatoni is een buisvormige pasta. Het is vergelijkbaar met penne, maar is iets groter en aan de uiteinden recht afgesneden.

Rigatoni is meestal geribbeld aan de buitenzijde.
Het woord rigatoni komt van het Italiaanse woord rigati, wat "getand" betekent.